# Protectorat du Nigeria du Nord
1900–1914
Entités précédentes :
- Empire de Sokoto
- Émirat de Kano
- Royaume du Kanem-Bornou

Entités suivantes :
- Colonie et protectorat du Nigeria

Le protectorat du Nigeria du Nord (en anglais : Northern Nigeria Protectorate) est un protectorat britannique qui couvre le nord de l'actuel Nigeria de 1900 à 1914, se substituant à l'autorité des souverains musulmans de Sokoto, Kano et Bornou. Le principe de ce protectorat a pour point d'origine la conférence de Berlin de 1885. Il fusionne en 1914 avec le protectorat du Nigeria du Sud pour former une entité unique, la colonie et protectorat du Nigeria.

## Hauts-commissaires
- 1900–1906 : Frederick Lugard
- 1907–1909 : Percy Girouard
- 1909–1911 : Henry Hesketh Bell
- 1911-1912 : Charles Lindsay Temple (intérim)
- 1912–1914 : Frederick Lugard